# Kościół św. Trójcy w Cieszynie
Kościół pod wezwaniem Świętej Trójcy w Cieszynie – rzymskokatolicki kościół filialny z 1594 r., wybudowany w stylu gotycko-renesansowym, znajdujący się przy placu Józefa Londzina.

## Historia
Pierwotnie był to leżący na cmentarzu drewniany kościół ewangelicki (pierwsza w Cieszynie świątynia protestancka) fundacji księżnej Sydonii Katarzyny z 1585 roku. Powstanie kościoła wiąże się epidemią, która trwała od Zielonych Świątek w roku 1585 do połowy października tego samego roku. Na terenie kościoła i terenach przyległych pochowano podobno 3000 ofiar zarazy. Na miejsce pochówku przeznaczono ogrody, które zostały podarowane na ten cel przez ich właścicielkę – księżną Sydonię Katarzynę. Początkowo na cmentarzu wybudowano drewnianą kaplicę, a następnie w 1594 roku wystawiono murowany kościół. W 1654 r. kościół odebrano ewangelikom i przekazano katolikom. Było to związane z kontrreformacją i z tym, że książę cieszyński Adam Wacław – konwertyta ewangelicki – powrócił do wiary Kościoła katolickiego. Protestanci bezskutecznie próbowali odzyskać kościół, jednak gdy w 1653 roku ostatni protestancki pastor Cieszyna został zmuszony opuścić miasto, w marcu 1654 r. kościół przejęła Komisja Religijna. Wtedy to kościół stał się świątynią filialną kościoła parafialnego Świętej Marii Magdaleny.
Otaczający kościół cmentarz zaczęto likwidować w 1865 r., a zamknięto w 1883 r., z czasem zamieniając w Park Świętej Trójcy. Oprócz ofiar epidemii na cmentarzu pochowano m.in. twórcę biblioteki i muzeum w Cieszynie – ks. Leopolda Szersznika. Jedna z płyt nagrobnych pochodzi z nagrobka Gabriela Gerloffa (1605–1655), ostatniego cieszyńskiego mincerza, pochodzącego z Saksonii. W 1945 r. skuto niemiecki napis, został tylko herb Gerloffa i ornament roślinny. 
Odpust w kościele pod wezwaniem Świętej Trójcy odbywa się w niedzielę Trójcy Przenajświętszej.

## Architektura
Kościół jest jednonawowy, w stylu gotycko-renesansowym. Został wzniesiony na rzucie prostokąta z trójprzęsłową nawą i pokryty dachem dwuspadowym. Do nawy przylega niższe prezbiterium z zakrystią i wieżą kościelną. Frontowa fasada została zwieńczona późnorenesansowym szczytem z 1659 roku. W ścianach bocznych – w półkoliście zamkniętych niszach – rozmieszczono ostrołukowe okna.      
Nad wejściem widoczne są gotyckie portale pochodzące z końca XVII wieku. Neogotycka wieża – przylegająca do nawy – pochodzi z 1864 roku. Została opatrzona kamiennymi, renesansowo-barokowymi epitafiami wmurowanymi w zewnętrzne ściany. Murowana wieża powstała na miejscu wieży drewnianej, która wieńczyła kaplicę grobową. W wieży jest zawieszony dzwon z 1641 roku, który został ufundowany przez księżną Elżbietę Lukrecję.
Nawę kościoła nakrywa kolebkowe sklepienie z głębokimi lunetami. Nawę od prezbiterium oddziela tęczowy ostrołuk, a po stronie przeciwnej mieści się chór z przełomu XVIII i XIX wieku, który został wsparty na trzech arkadach.
Ołtarz główny jest późnobarokowy, dwukondygnacyjny i kolumnowy. Został ozdobiony figurami św. Teresy i św. Jadwigi. Dziewiętnastowieczne obrazy pędzla F. Dobischowskiego znajdujące się w ołtarzu, przedstawiają Chrzest Pana Jezusa w Jordanie i Boga Ojca. W ołtarzach bocznych znajdują się obrazy: św. Sebastiana i św. Tobiasza z aniołem. 
W części północnej kościoła znajduje się zamurowany portal, co oznacza, że kiedyś istniało tam wejście.

Po II wojnie światowej kościół został przyozdobiony polichromią.

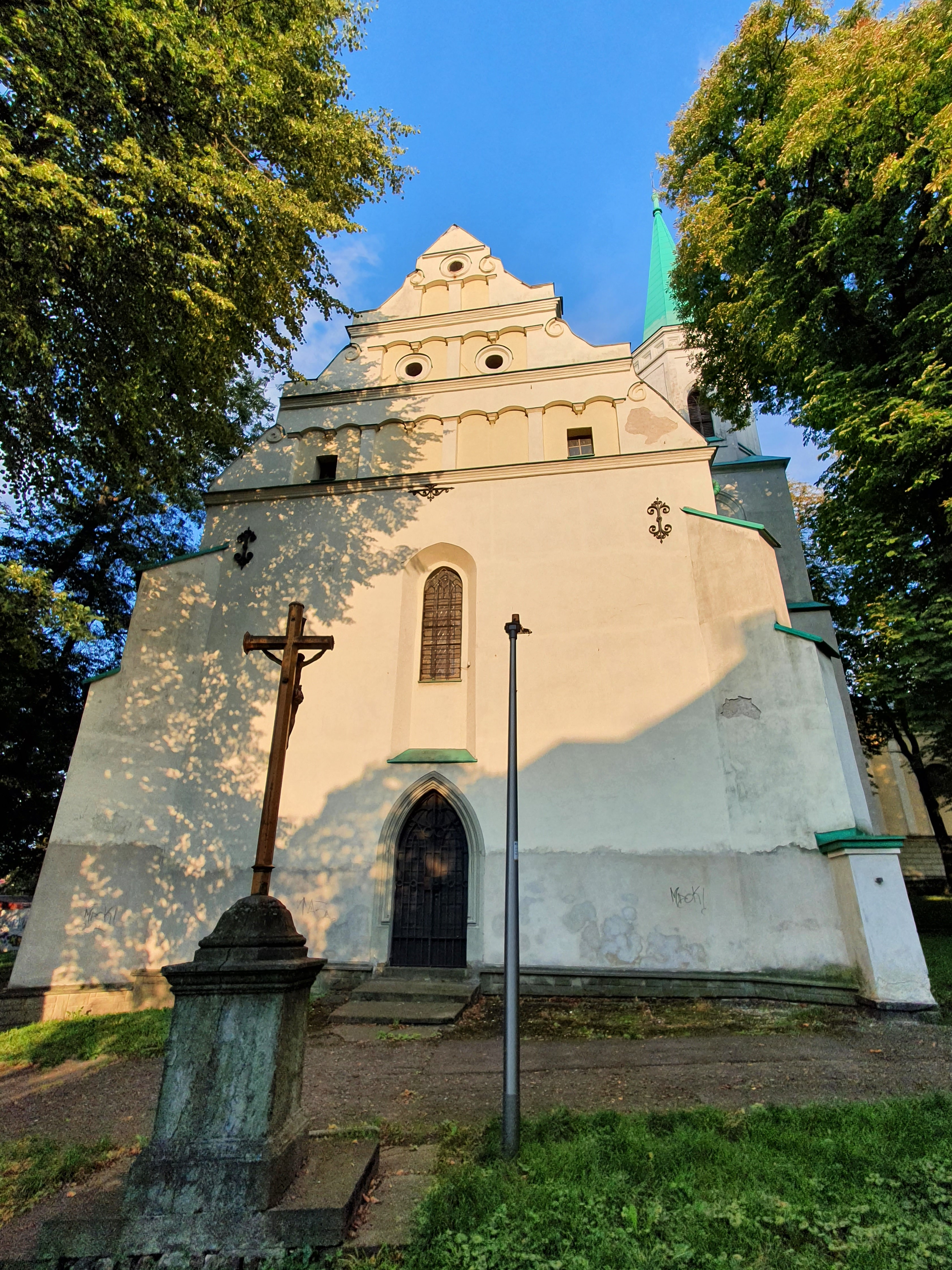
Fasada kościoła
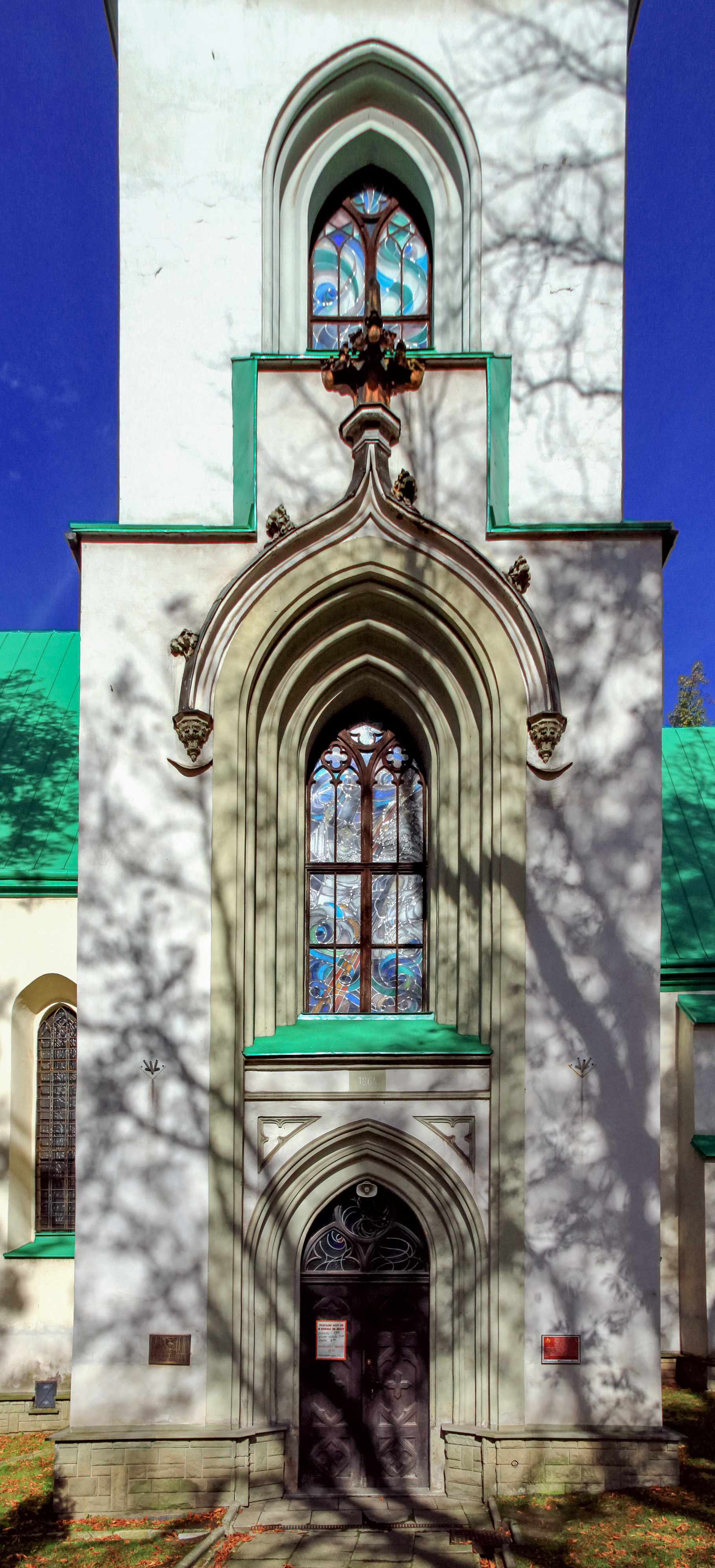
Fasada wieży kościoła
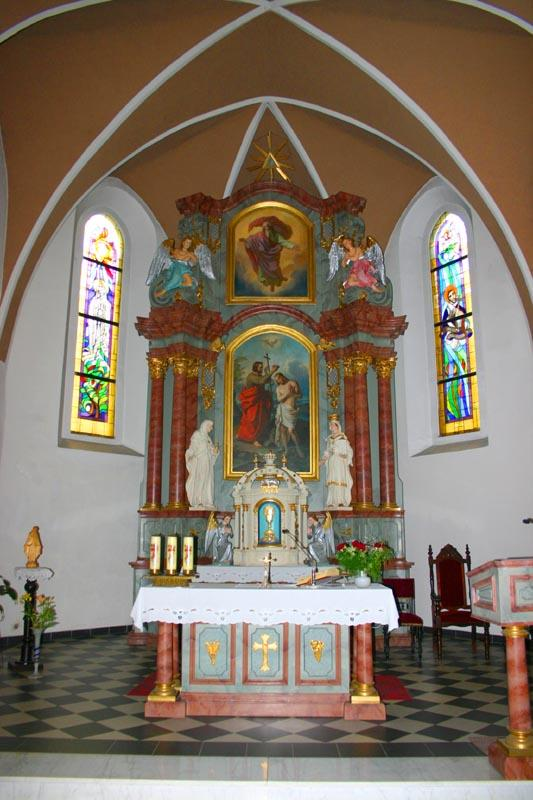
Ołtarz
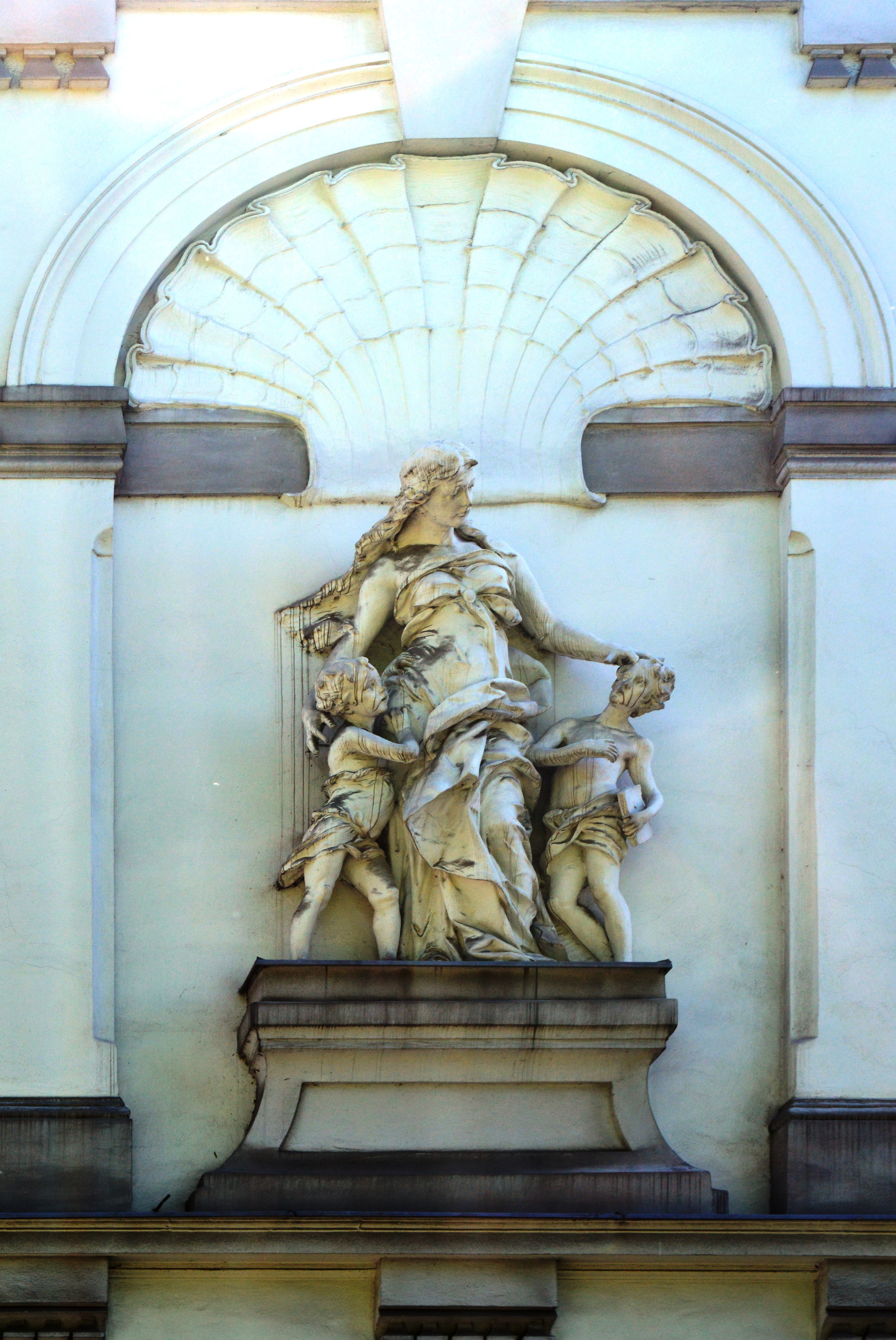
Figura Św. Teresy
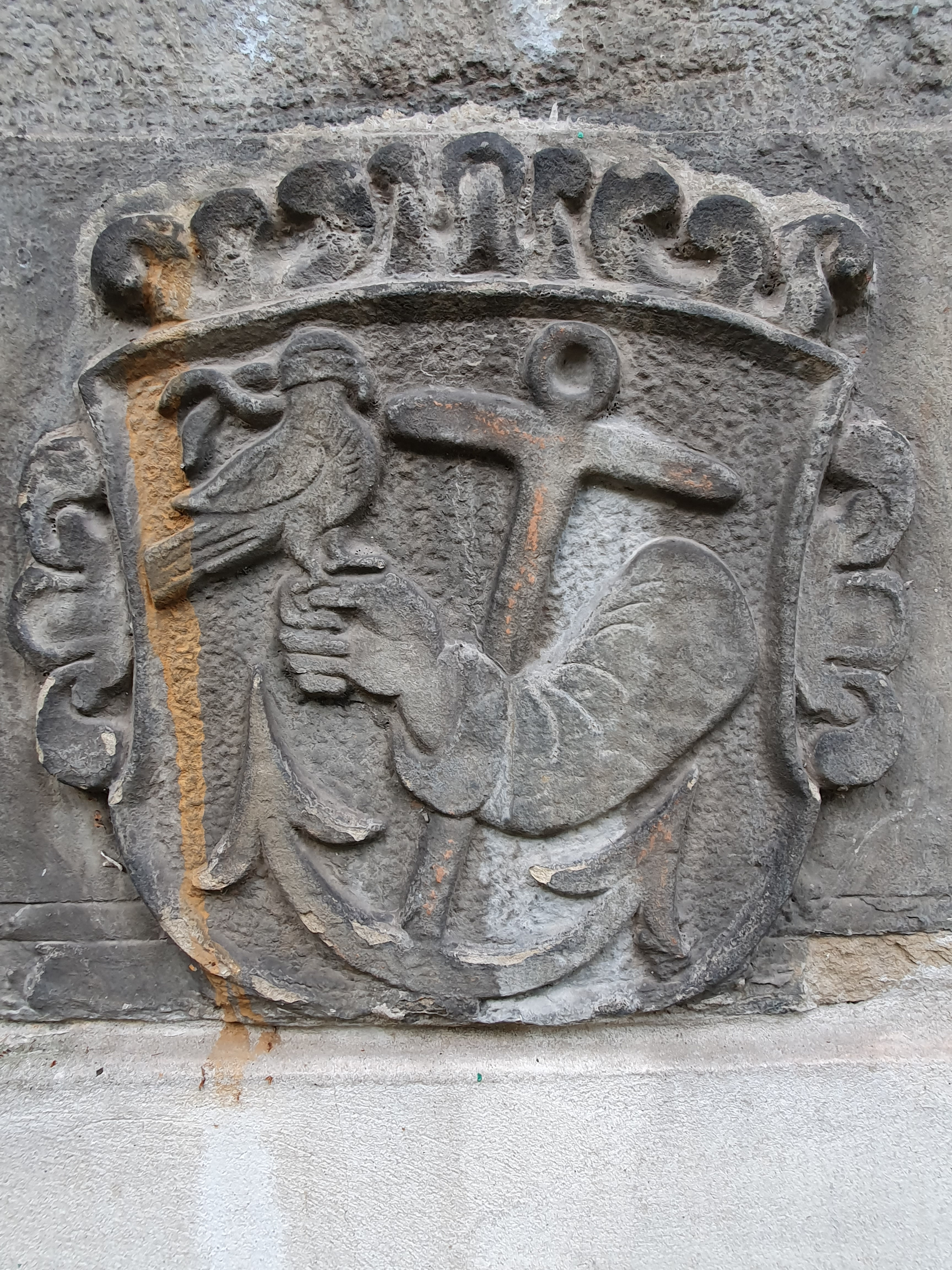
Jeden z nagrobków

## Legenda
Z kościołem pw. Świętej Trójcy wiąże się legenda zapisana w połowie XIX wieku. Według tej legendy w czasie najazdu Tatarów na Europę, w 1241 roku książę cieszyński próbował stawić im opór, jednak bezskutecznie. Cieszyńscy mieszczanie byli zmuszeni schronić się wraz z dobytkiem w górach. Zdarzył się wtedy cud i Tatarzy wycofali się. W podzięce za łaski Opatrzności Bożej mieszkańcy Cieszyna wznieśli kościół pod wezwaniem św. Trójcy. Kościół strawił pożar, ale cieszyniacy byli przeświadczeni, że w razie wielkiej potrzeby Opatrzność trzeba prosić o przychylność. Gdy w 1585 roku w Cieszynie wybuchła wielka zaraza, mieszczanie ślubowali odbudować ten kościół, jeśli Bóg oszczędzi ich od zagłady.

## Msze święte
Msze święte odbywają się:
- niedziele i święta nakazane: 11.00
- poniedziałek (Odnowa w Duchu Świętym) – godzina 19.00
- wtorek (uczniowie szkół gimnazjalnych) – godzina 17.00
- środa (uczniowie Szkół Katolickich) – godzina 7.45
- czwartek (dzieci pierwszokomunijne) – godzina 17.00
- piątek (Ruch Światło-Życie) – godzina 17.00
- sobota - godzina 17.00